# Patty Ryan
Patty Ryan, ibland med artistnamnet Susi, född 6 maj 1961 i Wuppertal, Nordrhein-Westfalen, död 23 juli 2023, var en tysk sångare. Hon var populär under 1980-talet med låtar som You're My Love, You're My Life, Stay With Me Tonight och Love is the Name of the Game. Flera av hennes låtar påminde om de som Modern Talking gjorde samtidigt. Detta berodde också på att Dieter Bohlen också hade gjort flera av hennes låtar.